# 완도중앙초등학교
완도중앙초등학교는 대한민국 전라남도 완도군에 있는 공립 초등학교이다.

## 학교 연혁
- 1983년 5월 31일: 설립 인가
- 1985년 6월 5일: 완도북국민학교 개교
- 1986년 2월 27일: 병설유치원 개원
- 1986년 3월 1일: 특수학급 개설
- 1989년 11월 30일: 완도교육청지정 학습자료활용 시범학교 운영
- 1989년 12월 20일: 우수학교 교육부 장관 표창
- 1990년 10월 30일: 완도교육청지정 특별활동 영어 시범학교 운영
- 1992년 3월 2일: 전라남도교육청지정 과학교육 시범학교 운영
- 1993년 10월 2일: 완도교육청지정 학력, 독서 시범 운영
- 1994년 10월 24일: 완도교육청지정 학부모교실 시범학교 운영 공개
- 1995년 10월 26일: 완도교육청지정 유치원 시범학교 운영 공개
- 1996년 3월 1일: 완도중앙초등학교 개편
- 1997년 10월 21일: 전라남도교육청지정 인성교육 자율시범학교 운영
- 1997년 12월 22일: 완도교육청지정 표준학교 가꾸기 보고
- 1998년 3월 1일: 교육부지정 인성교육 자율시범학교 1차년도 운영
- 1999년 3월 1일: 교육부지정 인성교육 자율시범학교 2차년도 운영
- 2001년 3월 1일: 완도군교육청지정 특기적성교육 연구학교 운영
- 2004년 10월 18일: 전라남도교육청지정 인성교육 시범 운영 보고회
- 2005년 2월 28일: 병설유치원 분리 독립
- 2006년 11월 1일: 전라남도교육청지정 방과후학교 연구학교 운영 보고회
- 2022년 3월 1일: 제15대 장은예 교장 부임
- 2023년 1월 5일: 제38회 졸업식 129명 졸업(누계: 4,841명)
- 2024년 1월 5일: 제39회 졸업식 107명 졸업(누계: 4,948명)
- 2024년 3월 1일: 제16대 임윤철 교장 부임

## 참고 자료
- 완도중앙초등학교 - 한국교육학술정보원 학교알리미